# اليكس مارتن
ألكسندريا مارتن (من مواليد 9 مايو 1974)، هي ممثلة ومنتجة أفلام أمريكية. حصلت على لقب "ميس غولدن غلوب" خلال حفل توزيع جوائز الغولدن غلوب لعام 1994.

## وصلات خارجية
- اليكس مارتن على موقع IMDb (الإنجليزية)